# 크리스 스콰이어
크리스 스콰이어(영어: Chris Squire, 1948년 3월 4일 ~ 2015년 6월 27일)는 베이시스트로 가장 잘 알려진 영국의 음악가, 가수, 작곡가였으며 프로그레시브 록 밴드 예스의 창립 멤버였다. 그는 죽을 때까지 밴드에 남아 1969년부터 2014년까지 발매된 모든 스튜디오 음반에 참여하며 최장수 원년 멤버였다.

## 경력

### 예스
1967년 9월, 스콰이어는 피터 뱅크스, 보컬리스트 클라이브 베일리, 드러머 밥 해거가 속해 있던 사이키델릭 밴드 메이블 그리어스 토이숍에 합류하였다. 이들은 마퀴 클럽에서 공연을 했고, 그곳에서 가까운 라 샤스라는 바를 운영하던 잭 배리가 이들의 무대를 관람하게 되었다. 그는 당시를 회상하며 "연주 실력은 매우 뛰어났지만, 뭔가 한계가 뚜렷해 보였다"고 말했다. 어느 날 밤 라 샤스에서 배리는 스콰이어에게 바에서 일하던 존 앤더슨을 소개했다. 앤더슨은 이전에 건의 리드 싱어이자 솔로 가수로 활동했지만 별다른 성공을 거두지 못한 상태였다. 두 사람은 사이먼 & 가펑클, 더 어소시에이션 등 공통의 음악적 취향과 보컬 하모니에 대한 관심을 공유하며 가까워졌고, 며칠 뒤에는 이후 예스의 첫 음반에 수록될 곡인 〈Sweetness〉를 함께 만들게 되었다.
밴드가 점차 발전함에 따라, 앤더슨과 스콰이어는 드러머 빌 브루퍼드, 키보디스트 토니 케이, 그리고 피터 뱅크스를 리허설에 참여시키며 라인업을 갖추었다. 이들 다섯 명은 기존 밴드명인 메이블 그리어스 토이숍을 버리기로 합의하고, 뱅크스가 처음 제안한 이름인 예스로 밴드명을 결정하였다. 예스라는 이름으로의 첫 공연은 1968년 8월 3일, 에식스주 이스트머지아의 한 청소년 캠프에서 이루어졌다. 스콰이어는 밴드 결성 당시를 회상하며 "당시 대부분의 음악가들이 내 연주 스타일을 싫어해서 세션 일도 구할 수 없었다. 그들은 훨씬 더 단순한 연주를 원했지만, 우리는 각자의 스타일을 발전시킬 수 있는 수단으로 예스를 시작한 거였다"고 말했다. 그는 이후 자신의 베이스 솔로 곡 〈A Bass Odyssey〉를 개발하였다.
1969년 8월, 예스는 셀프 타이틀 데뷔 음반 《Yes》를 발매하였다. 음반 사진은 스콰이어의 첫 밴드에서 드럼을 연주했던 마틴 애들먼이 촬영하였다. 스콰이어는 수록곡 8곡 중 4곡인 〈Beyond & Before〉, 〈Looking Around〉, 〈Harold Land〉, 〈Sweetness〉의 작곡에 참여하여 작곡가로서 이름을 올렸다.
1972년 7월, 브루퍼드가 밴드를 떠나고 앨런 화이트가 그의 후임으로 합류한 뒤, 스콰이어는 리듬 섹션의 변화에 맞춰 자신의 연주 스타일을 조정하였다. 그는 "내가 너무 많이 연주하고 있었던 것 같기도 한데, 확신은 없었다. 빌과 함께할 때는 내가 하는 연주가 자연스럽게 느껴졌지만... 앨런과 함께하면서는 이전보다 조금 덜 연주해도 내 연주가 충분히 전달된다는 걸 알게 되었다"고 회상했다.
스콰이어는 1973년 음반 《Tales from Topographic Oceans》의 수록곡 〈The Remembering (High the Memory)〉에서의 자신의 연주를 두고 "내가 연주한 것 중 가장 아름다운 연주 중 하나라고 생각한다"고 언급하였다.
스콰이어는 1969년부터 2014년까지 예스가 발표한 21개의 스튜디오 음반에 모두 참여한 유일한 멤버였다. 그는 밴드 음악의 주요한 원동력 중 하나로 평가받았으며, "아마도 가장 신비로운" 멤버로도 여겨졌다. 《Heaven & Earth》는 그의 마지막 스튜디오 음반이었다.

## 질병 및 사망
2015년 5월 19일, 예스는 스콰이어가 급성 적혈구 백혈병 진단을 받았으며 치료를 받는 동안 공연을 잠정적으로 중단한다고 발표하였다.
2015년 6월 27일 늦은 저녁, 스콰이어는 애리조나주 피닉스에서 치료를 받던 중 67세의 나이로 병으로 세상을 떠났다.